# Смит, Ширли Уилер
Ши́рли Уи́лер Смит (англ. Shirley Wheeler Smith; 3 мая 1875, Нэшвилл, Мичиган, США — 16 февраля 1959, США) — американская писательница и вице-президент Мичиганского университета (1930—1945). Номинантка на премию «Оскар» в номинации «Лучший литературный первоисточник» за фильм «Это происходит каждую весну» (1949).

## Биография и карьера
Ширли Уилер Смит родилась в Нэшвилле, штат Мичиган, в семье судьи Климента Смита. Она окончила среднюю школу Гастингса в 15 лет, а в 1897 году окончила университет. В 1900 году она получила степень магистра искусств.
С 1898 года Смит преподавала английский язык в Мичиганском университете. С 1901 по 1904 год работала генеральным секретарем Сети выпускников Мичиганского университета. Затем она провела четыре года в Филадельфии, где работала в президентском офисе компании по страхованию жизни. В 1908 году она вернулась в Мичиганский университет, став секретарём, а с 1930 года также вице-президентом, в 1945 году она вышла на пенсию. В отставке Смит написала биографии Джеймса Б. Энджелла и Гарри Б. Хатчинса, президентов Мичиганского университета.
В 1950 году Смит была номинирована на премию «Оскар», вместе с Валентином Дэвисом, в категории «Лучший литературный первоисточник» за спортивную комедию «Это происходит каждую весну» (1949), снятую Ллойдом Бэконом. Фильм основан на рассказе Смит, который она написал в возрасте 48 лет, летом 1946 года он был опубликован в Мичиганском выпускнике.